# Klubowy Puchar Europy w szachach (2021)
2021 – trzydziesty szósty sezon Klubowego Pucharu Europy w szachach. Rozgrywki odbyły się w Strudze w dniach 18–24 września 2021 roku. Tytuł zdobył rosyjski Miednyj Wsadnik Petersburg.

## Format rozgrywek
Turniej odbywał się systemem szwajcarskim na dystansie siedmiu rund. W przypadku identycznej liczby punktów decydował olimpijski system Sonneborna-Bergera. Przy dalszej równości uwzględniano kolejno: łączną liczbę punktów uzyskanych przez zawodników i system Buchholza.

## Uczestnicy
W nawiasie podano średni ranking Elo. Źródło: Chess-Results.com

- Sussex Martlets (2138)
- Raika Rapid Feffernitz (2100)
- Vüqar Həşimov (2562)
- SF Wirtzfeld (2396)
- AVE Nový Bor (2677)
- SK Nordkalotten (2234)
- Team XtraCon Køge (2592)
- Asnières – Le Grand Échiquier (2342)
- CA Andreu Paterna (2310)
- CA Silla-Valencia Origin of Chess (2612)
- SC En Passant (2062)
- Zuid-Limburg (2255)
- Gonzaga Chess Club (2242)
- St Benildus Chess Club (1931)
- Skákfélag Selfoss og nágrennis (2511)
- Taflfélag Reykjavíkur (2298)
- Víkingaklúbburinn (2259)
- Beer Sheva Chess Club (2584)
- KSH Dardania (2174)
- KSH Drejtësia (2250)
- De Sprénger Echternach (2250)
- Gambit Bonnevoie (2274)
- Alkaloid Skopje (2702)
- Gambit-Aseko Skopje (2356)
- ŠK Gostiwar (2194)
- ŠK Prilep (2353)
- Perfect (2347)
- Bærum SS (2146)
- Offerspill SK (2577)
- KPRF Moskwa (2694)
- Miednyj Wsadnik Petersburg (2694)
- Sloven Ruma (2532)
- ŽŠK Maribor Poligram (2386)
- SG Riehen (2452)
- Lunds ASK (2328)
- Stockholms SS (2410)
- Team Pelaro Alingsås SS (2206)
- Wasa SK (2105)

## Rozgrywki

### Runda 1
Źródło: Chess-Results.com
18 września 2021
| Alkaloid Skopje – Lunds ASK 5:1                              |
| CA Andreu Paterna – Miednyj Wsadnik Petersburg 1:5           |
| AVE Nový Bor – Taflfélag Reykjavíkur 5:1                     |
| Gambit Bonnevoie – KPRF Moskwa ½:5½                          |
| CA Silla-Valencia Origin of Chess – Víkingaklúbburinn 6:0    |
| Zuid-Limburg – Team XtraCon Køge 1:5                         |
| Beer Sheva Chess Club – KSH Drejtësia 4:2                    |
| De Sprénger Echternach – Offerspill SK 1:5                   |
| Vüqar Həşimov – Gonzaga Chess Club 4½:1½                     |
| SK Nordkalotten – Sloven Ruma 1:5                            |
| Skákfélag Selfoss og nágrennis – Team Pelaro Alingsås SS 6:0 |
| ŠK Gostiwar – SG Riehen ½:5½                                 |
| Stockholms SS – KSH Dardania 3½:2½                           |
| Bærum SS – SF Wirtzfeld 1½:4½                                |
| ŽŠK Maribor Poligram – Sussex Martlets 5:1                   |
| Wasa SK – Gambit-Aseko Skopje ½:5½                           |
| ŠK Prilep – Raika Rapid Feffernitz 4:2                       |
| SC En Passant – Perfect 2:4                                  |
| Asnières – Le Grand Échiquier – St Benildus Chess Club 5½:½  |

### Runda 2
Źródło: Chess-Results.com
19 września 2021
| Sloven Ruma – Alkaloid Skopje ½:5½                                |
| Miednyj Wsadnik Petersburg – Skákfélag Selfoss og nágrennis 4½:1½ |
| SG Riehen – AVE Nový Bor 1½:4½                                    |
| KPRF Moskwa – Stockholms SS 5:1                                   |
| SF Wirtzfeld – CA Silla-Valencia Origin of Chess 1:5              |
| Team XtraCon Køge – ŽŠK Maribor Poligram 3½:2½                    |
| Gambit-Aseko Skopje – Beer Sheva Chess Club 1½:4½                 |
| Offerspill SK – ŠK Prilep 1½:4½                                   |
| Perfect – Vüqar Həşimov ½:5½                                      |
| Lunds ASK – Asnières – Le Grand Échiquier 2½:3½                   |
| Team Pelaro Alingsås SS – CA Andreu Paterna 1½:4½                 |
| Taflfélag Reykjavíkur – ŠK Gostiwar 4:2                           |
| KSH Dardania – Gambit Bonnevoie 2:4                               |
| Víkingaklúbburinn – Bærum SS 2½:3½                                |
| Sussex Martlets – Zuid-Limburg 1½:4½                              |
| KSH Drejtësia – Wasa SK 4½:1½                                     |
| Raika Rapid Feffernitz – De Sprénger Echternach 4½:1½             |
| Gonzaga Chess Club – SC En Passant 5½:½                           |
| St Benildus Chess Club – SK Nordkalotten ½:5½                     |

### Runda 3
Źródło: Chess-Results.com
20 września 2021
| Alkaloid Skopje – CA Silla-Valencia Origin of Chess 2½:3½ |
| ŠK Prilep – Miednyj Wsadnik Petersburg ½:5½               |
| AVE Nový Bor – Asnières – Le Grand Échiquier 4½:1½        |
| Team XtraCon Køge – KPRF Moskwa 2:4                       |
| Vüqar Həşimov – Beer Sheva Chess Club 2:4                 |
| Zuid-Limburg – Offerspill SK ½:5½                         |
| Sloven Ruma – SG Riehen 4½:1½                             |
| Skákfélag Selfoss og nágrennis – Bærum SS 5½:½            |
| Stockholms SS – SK Nordkalotten 4:2                       |
| ŽŠK Maribor Poligram – SF Wirtzfeld 3½:2½                 |
| Perfect – Gambit-Aseko Skopje 2:4                         |
| CA Andreu Paterna – KSH Drejtësia 3½:2½                   |
| Taflfélag Reykjavíkur – Raika Rapid Feffernitz 4:2        |
| Gambit Bonnevoie – Gonzaga Chess Club 2½:3½               |
| Team Pelaro Alingsås SS – Lunds ASK 2½:3½                 |
| De Sprénger Echternach – Víkingaklúbburinn 2½:3½          |
| ŠK Gostiwar – Wasa SK 2½:3½                               |
| Sussex Martlets – KSH Dardania 2½:3½                      |
| SC En Passant – St Benildus Chess Club 4:2                |

### Runda 4
Źródło: Chess-Results.com
21 września 2021
| Miednyj Wsadnik Petersburg – KPRF Moskwa 4½:1½        |
| Beer Sheva Chess Club – AVE Nový Bor 2:4              |
| CA Silla-Valencia Origin of Chess – Vüqar Həşimov 3:3 |
| ŽŠK Maribor Poligram – Alkaloid Skopje ½:5½           |
| Gonzaga Chess Club – Team XtraCon Køge 1:5            |
| Offerspill SK – CA Andreu Paterna 5:1                 |
| Stockholms SS – Skákfélag Selfoss og nágrennis 2:4    |
| Gambit-Aseko Skopje – Taflfélag Reykjavíkur 3½:2½     |
| Asnières – Le Grand Échiquier – ŠK Prilep 2½:3½       |
| KSH Drejtësia – Sloven Ruma ½:5½                      |
| Bærum SS – SG Riehen 1:5                              |
| SK Nordkalotten – SF Wirtzfeld 1:5                    |
| Raika Rapid Feffernitz – Perfect 4:2                  |
| Lunds ASK – Zuid-Limburg 3½:2½                        |
| Wasa SK – Gambit Bonnevoie 1½:4½                      |
| KSH Dardania – SC En Passant 3½:2½                    |
| Víkingaklúbburinn – ŠK Gostiwar 2½:3½                 |
| De Sprénger Echternach – Team Pelaro Alingsås SS 4:2  |
| St Benildus Chess Club – Sussex Martlets 1:5          |

### Runda 5
Źródło: Chess-Results.com
22 września 2021
| AVE Nový Bor – Miednyj Wsadnik Petersburg 3:3                 |
| Beer Sheva Chess Club – CA Silla-Valencia Origin of Chess 2:4 |
| Alkaloid Skopje – Offerspill SK 5½:½                          |
| KPRF Moskwa – Skákfélag Selfoss og nágrennis 2½:3½            |
| Team XtraCon Køge – Gambit-Aseko Skopje 5:1                   |
| ŠK Prilep – Sloven Ruma 2½:3½                                 |
| Vüqar Həşimov – Asnières – Le Grand Échiquier 5½:½            |
| SG Riehen – Gonzaga Chess Club 4:2                            |
| SF Wirtzfeld – Stockholms SS 2:4                              |
| KSH Dardania – ŽŠK Maribor Poligram ½:5½                      |
| Gambit Bonnevoie – Perfect 4:2                                |
| Taflfélag Reykjavíkur – Lunds ASK 3½:2½                       |
| CA Andreu Paterna – Raika Rapid Feffernitz 3:3                |
| SK Nordkalotten – Víkingaklúbburinn 2:4                       |
| Zuid-Limburg – De Sprénger Echternach 3½:2½                   |
| Sussex Martlets – KSH Drejtësia 3:3                           |
| ŠK Gostiwar – Bærum SS 4½:1½                                  |
| SC En Passant – Wasa SK 3:3                                   |
| Team Pelaro Alingsås SS – St Benildus Chess Club 5:1          |

### Runda 6
Źródło: Chess-Results.com
23 września 2021
| CA Silla-Valencia Origin of Chess – Miednyj Wsadnik Petersburg 2½:3½ |
| Alkaloid Skopje – AVE Nový Bor 3:3                                   |
| Skákfélag Selfoss og nágrennis – Team XtraCon Køge 2½:3½             |
| Sloven Ruma – Vüqar Həşimov 1½:4½                                    |
| KPRF Moskwa – ŽŠK Maribor Poligram 5:1                               |
| Taflfélag Reykjavíkur – Beer Sheva Chess Club 1:5                    |
| Offerspill SK – Gambit Bonnevoie 5½:½                                |
| SG Riehen – Stockholms SS 3:3                                        |
| Gambit-Aseko Skopje – ŠK Prilep 2½:3½                                |
| Gonzaga Chess Club – CA Andreu Paterna 2½:3½                         |
| SF Wirtzfeld – ŠK Gostiwar 5½:½                                      |
| Perfect – Lunds ASK 2½:3½                                            |
| Asnières – Le Grand Échiquier – Zuid-Limburg 3½:2½                   |
| Víkingaklúbburinn – KSH Dardania 3:3                                 |
| Raika Rapid Feffernitz – KSH Drejtësia 2½:3½                         |
| Wasa SK – Sussex Martlets 2½:3½                                      |
| De Sprénger Echternach – SC En Passant 3:3                           |
| Team Pelaro Alingsås SS – SK Nordkalotten 2:4                        |
| Bærum SS – St Benildus Chess Club 4:2                                |

### Runda 7
Źródło: Chess-Results.com
24 września 2021
| Miednyj Wsadnik Petersburg – Team XtraCon Køge 3½:2½   |
| AVE Nový Bor – CA Silla-Valencia Origin of Chess 3½:2½ |
| Vüqar Həşimov – Alkaloid Skopje 3½:2½                  |
| Offerspill SK – KPRF Moskwa 2:4                        |
| Beer Sheva Chess Club – Sloven Ruma 2½:3½              |
| ŠK Prilep – Skákfélag Selfoss og nágrennis 1:5         |
| CA Andreu Paterna – SG Riehen 2:4                      |
| Stockholms SS – Gambit-Aseko Skopje 4½:1½              |
| Lunds ASK – SF Wirtzfeld 4½:1½                         |
| ŽŠK Maribor Poligram – Taflfélag Reykjavíkur 3½:2½     |
| Gambit Bonnevoie – Asnières – Le Grand Échiquier 3:3   |
| Sussex Martlets – Víkingaklúbburinn 2½:3½              |
| KSH Drejtësia – KSH Dardania 3:3                       |
| SK Nordkalotten – Perfect 2:4                          |
| Zuid-Limburg – SC En Passant 5:1                       |
| ŠK Gostiwar – Gonzaga Chess Club 1:5                   |
| Bærum SS – De Sprénger Echternach 3½:2½                |
| Raika Rapid Feffernitz – Team Pelaro Alingsås SS 2½:3½ |
| St Benildus Chess Club – Wasa SK 1:5                   |

## Klasyfikacja
Źródło: Chess-Results.com
| Msc | Zespół                            | M | W | R | P | Pkt |
| --- | --------------------------------- | - | - | - | - | --- |
| 1   | Miednyj Wsadnik Petersburg        | 7 | 6 | 1 | 0 | 13  |
| 2   | AVE Nový Bor                      | 7 | 5 | 2 | 0 | 12  |
| 3   | Vüqar Həşimov                     | 7 | 5 | 1 | 1 | 11  |
| 4   | KPRF Moskwa                       | 7 | 5 | 0 | 2 | 10  |
| 5   | Skákfélag Selfoss og nágrennis    | 7 | 5 | 0 | 2 | 10  |
| 6   | Team XtraCon Køge                 | 7 | 5 | 0 | 2 | 10  |
| 7   | Sloven Ruma                       | 7 | 5 | 0 | 2 | 10  |
| 8   | Alkaloid Skopje                   | 7 | 4 | 1 | 2 | 9   |
| 9   | CA Silla-Valencia Origin of Chess | 7 | 4 | 1 | 2 | 9   |
| 10  | SG Riehen                         | 7 | 4 | 1 | 2 | 9   |
| 11  | Stockholms SS                     | 7 | 4 | 1 | 2 | 9   |
| 12  | Beer Sheva Chess Club             | 7 | 4 | 0 | 3 | 8   |
| 13  | Offerspill SK                     | 7 | 4 | 0 | 3 | 8   |
| 14  | ŠK Prilep                         | 7 | 4 | 0 | 3 | 8   |
| 15  | ŽŠK Maribor Poligram              | 7 | 4 | 0 | 3 | 8   |
| 16  | Lunds ASK                         | 7 | 4 | 0 | 3 | 8   |
| 17  | Asnières – Le Grand Échiquier     | 7 | 3 | 1 | 3 | 7   |
| 18  | CA Andreu Paterna                 | 7 | 3 | 1 | 3 | 7   |
| 19  | Gambit Bonnevoie                  | 7 | 3 | 1 | 3 | 7   |
| 20  | Víkingaklúbburinn                 | 7 | 3 | 1 | 3 | 7   |
| 21  | Gonzaga Chess Club                | 7 | 3 | 0 | 4 | 6   |
| 22  | SF Wirtzfeld                      | 7 | 3 | 0 | 4 | 6   |
| 23  | Gambit-Aseko Skopje               | 7 | 3 | 0 | 4 | 6   |
| 24  | Taflfélag Reykjavíkur             | 7 | 3 | 0 | 4 | 6   |
| 25  | KSH Dardania                      | 7 | 2 | 2 | 3 | 6   |
| 26  | Zuid-Limburg                      | 7 | 3 | 0 | 4 | 6   |
| 27  | KSH Drejtësia                     | 7 | 2 | 2 | 3 | 6   |
| 28  | Perfect                           | 7 | 3 | 0 | 4 | 6   |
| 29  | Bærum SS                          | 7 | 3 | 0 | 4 | 6   |
| 30  | Sussex Martlets                   | 7 | 2 | 1 | 4 | 5   |
| 31  | Wasa SK                           | 7 | 2 | 1 | 4 | 5   |
| 32  | ŠK Gostiwar                       | 7 | 2 | 0 | 5 | 4   |
| 33  | SK Nordkalotten                   | 7 | 2 | 0 | 5 | 4   |
| 34  | SC En Passant                     | 7 | 1 | 2 | 4 | 4   |
| 35  | Team Pelaro Alingsås SS           | 7 | 2 | 0 | 5 | 4   |
| 36  | Raika Rapid Feffernitz            | 7 | 1 | 1 | 5 | 3   |
| 37  | De Sprénger Echternach            | 7 | 1 | 1 | 5 | 3   |
| 38  | St Benildus Chess Club            | 7 | 0 | 0 | 7 | 0   |